# Samuel Rush Meyrick
Sir Samuel Rush Meyrick, né le 16 août 1783 - mort le 2 avril 1848, est un collectionneur d'art anglais. Il réside à Goodrich Court (en) dans le village de Goodrich dans le comté de Herefordshire et introduit l'étude systématique des armes et des armures.

## Biographie
Samuel Rush Meyrick naît en 1783, fils de John et Hannah Meyrick. Son père est un ancien officier de l'Honourable Artillery Company et fellow de la Society of Antiquaries. Il est éduqué au Queens College d'Oxford dont il obtient son BA en 1804, son MA/Bachelor of Civil Law (BCL) en 1810 et finalement son doctorat en Civil Law (DCL) en 1811. Il pratique comme avocat dans les tribunaux ecclésiastiques et de l'Amirauté.
En 1803, Samuel s'enfuit au Pays de Galles avec Marie Parry contre la volonté de ses parents et est exclu du testament de son père et forcé de vivre sur une petite allocation. Quand son père meurt en 1805, il abandonne sa succession à Llewellyn, le fils de Samuel.
Samuel hérite de son père sa passion de collectionneur d'antiquités en particulier des armes et des armures et est élu membre de la Society of Antiquities en 1810. La même année, il publie History and Antiquities of the County of Cardigan.
Après la mort de sa femme en 1818, il se consacre à la création de la collection Meyrick avec une succession d'acquisitions d'autres collections.
En 1824 il publie son grand ouvrage, A critical enquiry into antient armour as it existed in Europe, but particularly in England, from the Norman conquest to the reign of King Charles II, with a glossary of military terms of the middle ages en trois volumes. 
Le livre, illustré en couleur avec des peintures de Samuel, est magnifiquement doré et consolide sa réputation comme autorité dans l'étude des armes et des armures. Avec la publication de ce livre, Samuel espère rectifier quelques inexactitudes historiques qui se sont glissées dans les expositions d'armures de la Tour de Londres et autres collections.
En 1828, il fait bâtir Goodrich Court (en) après avoir échoué à acquérir le proche château de Goodrich. La collection Meyrick y est conservé dans une énorme armurerie. Après avoir aidé à réorganiser les collections de la Tour de Londres et du château de Windsor, il est anobli en 1832. En 1834 il est nommé High sheriff du Herefordshire (en). En 1837 Llewellyn meurt et Samuel hérite de sa propriété, ce qui lui permet de réunir des fonds pour agrandir encore sa collection.

## Legs
Après la mort de Meyrick en 1848, Goodrich Court et la collection Meyrick passent à son cousin Augustus Meyrick qui expose la collection en 1869 dans ce qui est devenu le Victoria and Albert Museum. Il disperse la collection auprès d'un certain nombre d'acheteurs privés après l'avoir d'abord offerte au gouvernement britannique et fait don de certains objets au British Museum. Bon nombre des éléments importants dans la collection de Meyrick sont achetés par l'antiquaire Augustus Wollaston Franks, qui plus tard les donne également au British Museum. Quelques-unes des plus belles pièves de sa  collection sont également conservées à la Wallace Collection à Londres

## Publications
- The Costume of the Original Inhabitants of the British Islands (1810)
- The History and Antiquities of the County of Cardigan (1810)
- A Critical Inquiry into Ancient Armour (1824)
- Specimens of Ancient Furniture (1836) at Google Books
- Heraldic Visitations of Wales and Part of the Marches (1846) at Google Books

## Collection
La collection d'armes et armures de Meyrick comprend les célèbres pièces suivantes :
- Casque de Meyrick
- Bouclier de Witham (en)

## Source de la traduction
- (en) Cet article est partiellement ou en totalité issu de l’article de Wikipédia en anglais intitulé « Samuel Rush Meyrick » (voir la liste des auteurs).